# Osioł nubijski
Osioł nubijski, osioł afrykański, także osioł dziki (Equus africanus) – gatunek ssaka z rodziny koniowatych (Equidae). Jego forma udomowiona to osioł domowy.

## Występowanie
Obecnie występuje tylko na terenie Erytrei, Etiopii i Sudanu, być może również w Somalii i Dżibuti. W stanie dzikim zamieszkuje obszary pustynne i półpustynne. Liczebność obu podgatunków szacuje się na ok. 200 osobników. Zamieszkuje na obszarach do 2000 m n.p.m.

## Systematyka
Znane są dwa podgatunki współcześnie żyjące i jeden wymarły; oba występujące współcześnie taksony są krytycznie zagrożone. Zasięg występowania w zależności od podgatunku:
- osioł nubijski[3] (E. a. africanus) – północna Erytrea (dolina rzeki Baraka) i obszar przygraniczny pomiędzy Erytreą a Sudanem; podgatunek być może wymarły, nie widziany od lat 70. XX wieku. Badania na podstawie danych molekularnych zdziczałych populacji na wyspie Bonaire na Karaibach twierdziły, że należy do tego podgatunku, jednak zostały przeprowadzone w oparciu o małą ilość próbek, więc potrzebne są dalsze badania, aby to potwierdzić.
- E. a. atlanticus – podgatunek wymarły, zamieszkiwał Afrykę Północną.
- osioł somalijski[3] (E. a. somalicus) – Erytrea (region Denkelia) i północna Etiopia, niektóre zwierzęta mogły przetrwać w Dżibuti i Somalii.

W Polskim nazewnictwie ssaków świata osła nubijskiego przedstawiono jako podgatunek osła domowego (Equus asinus).

## Charakterystyka

### Morfologia
W kłębie osiąga od 110 do 140 cm wysokości, a jego długość ciała to około 2 m. Ma też krótki ogon, który mierzy 40–45 cm. Waży od 270 do 320 kg. Osioł ma szary grzbiet i jasne nogi oraz brzuch. Ma także długie uszy, które zwykle są postawione oraz ogon z czarnymi włosami na końcu. Mają małe kopytka, co pozwala im łatwo poruszać się w górzystym terenie. Utrzymują temperaturę ciało na poziomie około 35 °C.

### Rozmnażanie
Rozmnażają się zwykle od marca do września. Ciąża trwa około roku i zwykle rodzi się jedno młode, sporadycznie zdarzają się bliźnięta. Świeżo urodzone młode waży od 20 do 34 kg. Młode uzyskuje samodzielność po 12–14 miesiącach. 

### Dieta
Osioł nubijski ma bardzo niskie wymagania pokarmowe, dobrze znosi warunki terenów górzystych, jest bardzo wytrzymały na brak wody. Jest roślinożercą. Zęby służą nie tylko do rozdrabniania jedzenia, ale także do odrywania go od korzenia. Ich dieta zależy od pory roku, głównie trawy i zioła. Pozostają w odległości maksymalnie 30 km od wodopoju.

### Styl życia
Są gatunkiem poligamicznym i terytorialnym. Oznaczają swój teren za pomocą stert odchodów, a w razie potrzeby walczą z innymi samcami. Obszar jednego stada to zwykle około 30 km², jednak niektóre stada poruszają się po terenie nawet do 100 km². Są gatunkiem społecznym. Dzikie osły żyją w grupach (10–15 osobników), zwykle jest to jeden osioł i kilka samic. Stado przewodzone jest przez najbardziej doświadczoną oślicę.
Poruszają się chodząc, jednak w razie zagrożenia przechodzą w kłus lub galop.
W niewoli żyją nawet do 50 lat, w naturze natomiast zwykle jest to około 20 lat.
Badania mtDNA wskazują na bardzo bliskie pokrewieństwo osła domowego z osłem somalijskim.